# Blick.ch
Blick.ch ist ein Schweizer Medienportal des Ringier-Konzerns. Redaktionelle Schwerpunkte bilden aktuelle und exklusive Nachrichten, eine ausführliche Sportberichterstattung sowie People- und Unterhaltungsstorys. Blick.ch gehört in der Schweiz zu den 20 meistbesuchten Websites.

## Profil und Einbindung
Blick.ch ist ein eigenständiges Produkt innerhalb der Blick-Gruppe, zu der neben dem Onlineportal auch die Tageszeitung Blick und der SonntagsBlick sowie Social-Media-Kanäle und Podcasts zählen. Blick.ch wird seit April 1996 betrieben.

## Technische und strukturelle Entwicklungen
Die seit 2004 von der Print-Redaktion getrennte Online-Redaktion wurde im März 2010 wieder mit dieser und weiteren Redaktionen von Blick-Angeboten fusioniert (gemeinsamer Newsroom). Im selben Jahr wurden auch Apps für iOS und Android eingeführt.
Seit 1. Juni 2021 ist das Online-Portal auch auf Französisch verfügbar. Die Expansion in die Romandie erfolgte unter der Leitung von Chefredaktor Michel Jeanneret am Standort Lausanne.
Das kostenpflichtige Digital-Abonnement Blick+ existiert seit Juni 2023 und bietet Abonnenten Zugang zu 200 exklusiven Artikeln pro Monat sowie zusätzlichen Inhalten.
2024/2025 führte Blick.ch verstärkt Künstliche Intelligenz ein. Der KI-Chatbot BliKI (von "Blick" und "KI") wurde entwickelt, um Nutzern einen modernen Zugang zu Online-Inhalten zu geben. BliKI soll dialogbasiert schnelle und präzise Antworten auf Fragen liefern sowie Hintergrundwissen und verschiedene Blickwinkel zu aktuellen Themen präsentieren. Zusätzlich bietet Blick.ch eine KI-basierte Text-to-Speech-Funktion namens "Seraphina" an, die praktisch alle Artikel barrierefrei vorlesen kann. Diese Funktionen wurden von einigen Medienbeobachtern kritisch gesehen.

## Reichweite und Nutzung
Laut Traffic-Daten zählt Blick.ch in der Schweiz je nach Stichtag zu den 20 meistbesuchten Websites. Gemäss Nutzungsdaten von Mediapulse zählte Blick.ch 2020 monatlich zwischen 5,184 und 6,912 Millionen Unique Clients, zwischen 75,209 und 116,639 Millionen Visits und zwischen 592,549 und 826,242 Millionen Seitenabrufe.
Die Online-Reichweite von Blick.ch betrug 2020 3,1 Millionen Unique Users. Blick.ch lag Ende Februar 2025 auf Platz 5 der meistbesuchten Schweizer Newspaper-Websites. Zu diesem Zeitpunkt wurden täglich 2,35 Millionen Visits registriert.